# Duran Duran
Duran Duran er en engelsk popgruppe dannet i Birmingham i 1978 af Stephen Duffy (vokal), Nick Rhodes (synthesizer), John Taylor (guitar) og Simon Colley (bas).
Indtil 1980 bestod gruppen af skiftende besætninger. Andy Wickett, Geoff Thomas og Oliver Guy Watts var alle kortvarigt forsangere, og Alan Curtis var med som guitarist et års tid. Roger Andrew Taylor (trommer) trådte ind i gruppen i 1979, Andy Taylor (guitar) blev medlem i 1980, og i juni 1980 fandt Duran Duran sin endelig form med Simon Le Bon (vokal) som forsanger og sangskriver. De har totalt solgt 90 millioner plader.

De spillede sammen indtil Live Aid i 1985, hvor først Roger Taylor og dernæst Andy Taylor forlod orkestret. Bandet fortsatte som trio, til Warren Cuccurullo (guitar) og Sterling Campbell (trommer) blev medlemmer i 1989. Campbell forlod dog bandet efter kun ét album. De fire andre fortsatte sammen, indtil John Taylor forlod bandet i 1997. De tre andre fortsatte sammen indtil 2001, hvorefter Warren Cuccurullo forlod bandet, og tre tidligere medlemmer Andy, John og Roger Taylor vendte tilbage. I oktober 2006 kom den officielle meddelelse, at Andy Taylor for anden gang havde forladt bandet. Siden har Dom Brown taget over som fast guitarist.
Bandet er opkaldt efter karakteren 'Doctor Durand Durand' i Roger Vadims kultfilm Barbarella fra 1968.

## Medlemmer

### Nuværende
- John Taylor (guitar, senere bas), 1978-1997, 2001-.
- Nick Rhodes (synthesizer/keyboard), 1978-.
- Roger Taylor (trommer), 1979-1986, 2001-.
- Simon Le Bon (vokal), 1980-.

### Tidligere
- Stephen Duffy (vokal), 1978-1979.
- Simon Colley (bas), 1978-1979.
- Andy Wickett (vokal), 1979-1980.
- Alan Curtis (guitar), 1979-1979.
- Geoff Thomas (vokal), 1979-1980.
- Guy Oliver Watts (vokal), 1980-1980.
- Andy Taylor (guitar), 1980-1986, 2001-2006.
- Warren Cuccurullo (guitar), 1989-2001.
- Sterling Campbell (trommer), 1989-1991.

## Diskografi
Studiealbum
- Duran Duran, 1981.
- Rio, 1982.
- Seven and the Ragged Tiger, 1983.
- Notorious, 1986.
- Big Thing, 1988.
- Liberty, 1990.
- Duran Duran "Wedding Album", 1993.
- Thank You, 1995.
- Medazzaland, 1997.
- Pop Trash, 2000.
- Astronaut, 2004.
- Red Carpet Massacre, 2007.
- All You Need Is Now, 2011.
- Paper Gods, 2015.
- Future Past, 2021.
- Danse Macabre, 2023.